# Воскетап
Воскетап (арм. Ոսկետափ) — село в Араратской области Армении. Основано в 1873 году.

## География
Село расположено в юго-западной части марза, при автодороге , на расстоянии 7 километров к юго-востоку от города Арташат, административного центра области. Абсолютная высота — 840 метров над уровнем моря.
Климат
Климат характеризуется как семиаридный (BSk в классификации климатов Кёппена). Среднегодовая температура воздуха составляет 12,6 °C. Средняя температура самого холодного месяца (января) составляет −2,7 °С, самого жаркого месяца (июля) — 26,5 °С. Расчётная многолетняя норма атмосферных осадков — 267 мм. Наибольшее количество осадков выпадает в мае (46 мм).

## Население
По данным «Сборника сведений о Кавказе» за 1880 год в селе Ширазлу Эриванского уезда по сведениям 1873 года было 19 дворов и проживало 150 азербайджанцев (указаны как «татары»), которые были шиитами.
Согласно Постановлению Совета Министров СССР № 4083 от 23 декабря 1947 года часть жителей села Ширазлу Вединского района Армянской ССР в конце 40-х—начале 50-х годов было депортировано в Азербайджанскую ССР (подробнее см. статью «Депортация азербайджанцев из Армении (1947—1950)»). Несмотря на давления со стороны властей, часть жителей села сумела уклониться от депортации.
| Год переписи | Население          | Население          | Население          | Население            | Население            | Население            |
| Год переписи | Наличное население | Наличное население | Наличное население | Постоянное население | Постоянное население | Постоянное население |
| Год переписи | Всего              | Мужчины            | Женщины            | Всего                | Мужчины              | Женщины              |
| ------------ | ------------------ | ------------------ | ------------------ | -------------------- | -------------------- | -------------------- |
| 2001         | 4110               | 2000               | 2110               | 4677                 | 2294                 | 2383                 |
| 2011         | 4409               | 2135               | 2274               | 4808                 | 2378                 | 2430                 |

| Год  | Численность | Численность |
| ---- | ----------- | ----------- |
| 1873 | 150         | [ 10 ]      |
| 1897 | 451         | [ 10 ]      |
| 1926 | 398         | [ 10 ]      |
| 1939 | 1181        | [ 10 ]      |
| 1959 | 2161        | [ 10 ]      |
| 1970 | 3338        | [ 10 ]      |
| 1979 | 3867        | [ 10 ]      |
| 1989 | 3826        | [ 10 ]      |
| 2001 | 4677        | [ 10 ]      |
| 2011 | 4808        | [ 11 ]      |